# Satoru Suzuki
Satoru Suzuki (鈴木 悟?, Suzuki Satoru; Prefettura di Shizuoka, 19 luglio 1975) è un ex calciatore giapponese, di ruolo difensore.